# Amzići
Amzići (em cirílico: Амзићи) é uma vila da Sérvia localizada no município de Nova Varoš, pertencente ao distrito de Zlatibor. A sua população era de 88 habitantes segundo o censo de 2011.

## Demografia
| 1948 | 1953 | 1961 | 1971 | 1981 | 1991 | 2002 | 2011 |
| ---- | ---- | ---- | ---- | ---- | ---- | ---- | ---- |
| 390  | 434  | 688  | 302  | 206  | 160  | 117  | 88   |